# Aeroportul Bella Bella
Aeroportul Bella Bella (IATA: ZEL) este un aeroport din Columbia Britanică, Canada ce deservește zona Bella Bella⁠(d). Aeroportul a fost tranzitat în 2016 de 0 pasageri. A fost numit după zona deservită.
Situat la o altitudine de 43 m, aeroportul dispune de o singură pistă.